# Promurricia depressa
Promurricia depressa är en spindelart som beskrevs av Baehr 1993. Promurricia depressa ingår i släktet Promurricia och familjen Hersiliidae.
Artens utbredningsområde är Sri Lanka. Inga underarter finns listade i Catalogue of Life.